# Balts Nill
Balts Nill (* 13. September 1953 als Ueli Balsiger) ist ein Schweizer Multiinstrumentalist und Journalist.

## Leben
Ueli Balsiger nahm Schlagzeugunterricht bei Peter Giger und Pierre Favre und studierte Germanistik und Philosophie.
Anfang der 1980er Jahre verfolgte Balts Nill verschiedene Bandprojekte. Mit Jürg Burkhard, Claire Cottier, Martin Diem, David Gattiker, Donat Fisch, Andreas Flückiger, Sandra Goldner, Tini Hägler, Konrad Rohrer, René Schafer und Bernhard Schneider spielte er in der Berner Band  Caduta Massi. Unter anderem spielte Caduta Massi 1980 das von Balts Nill in Englisch getextete und von David Gattiker komponierte Lied Garbage Lady ein, welches 1994 auf dem Stiller-Has-Album Landjäger erschien. Mit Marco Maria veröffentlichte er als Duo Hunger & Trunk für Radio Förderband das Musikmärchen Die phantastische Reise von Professor Doktor Carolus Oropax, das in der Folge auch als Musikkassette veröffentlicht wurde. Es handelt von grauen Städten und fast vergessenen Wäldern, versteinerten Tänzern und singenden Fischen. Professor Carolus Oropax verfolgt einen Ton, der aus dem Reich von Kaiser Sound geflohen ist, bis in die Kammer der musikalischen Anarchie, in der alle Töne gleich sind, ob grad oder schräg. Als Gäste wirkten dabei Andreas Flückiger und Pascal Dussex mit. Andreas Flückiger, Balts Nill und Marco Maria formierten mit Mich Gerber von 1985 bis 1986 die Band Andreas Flückiger und die Alpinisten, welche 1985 ein Album veröffentlichte.
1989 gründete Balts Nill mit Endo Anaconda (Andreas Flückiger) die Berner Mundart-Band Stiller Has, wo er bis 2005 als Perkussionist wirkte.
Neben diversen musikalischen und literarischen Projekten betätigt sich Balts Nill weiterhin als Journalist. 2006 engagierte ihn Bundespräsident Moritz Leuenberger, der seine Reden als Bundesrat selbst schrieb, als Hilfskraft während des Präsidialjahrs.
Seit April 2007 tritt Balts Nill mit dem Jazzmusiker, Schauspieler und Clown Urs Sibold als Duo schön&tön auf, später auch als fÖn&tÖn.

## Auszeichnungen
1995 wurde Balts Nill mit dem Salzburger Stier ausgezeichnet und 1996 erhielt er den Deutschen Kleinkunstpreis.